# Anglars-Nozac
Anglars-Nozac è un comune francese di 305 abitanti situato nel dipartimento del Lot nella regione dell'Occitania.

## Società

### Evoluzione demografica
Abitanti censiti